# Tubarão (gemeente)
Tubarão is een gemeente in de Braziliaanse deelstaat Santa Catarina. De gemeente telt 104.457 inwoners (schatting 2017).
De plaats is de zetel van het rooms-katholieke bisdom Tubarão.

## Aangrenzende gemeenten
De gemeente grenst aan Capivari de Baixo, Gravatal, Jaguaruna, Laguna, Pedras Grandes, São Ludgero en Treze de Maio.

## Verkeer en vervoer
De plaats ligt aan de noord-zuidlopende weg BR-101 tussen Touros en São José do Norte. Daarnaast ligt ze aan de wegen SC-370 en SC-390.

## Geboren
- Zenon de Souza Farias, "Zenon" (1954), voetballer
- Renan Bardini Bressan (1988), voetballer